# Fontinalis fasciculata
Fontinalis fasciculata là một loài Rêu trong họ Fontinalaceae. Loài này được Lindb. mô tả khoa học đầu tiên năm 1870.